# Hydrolastic

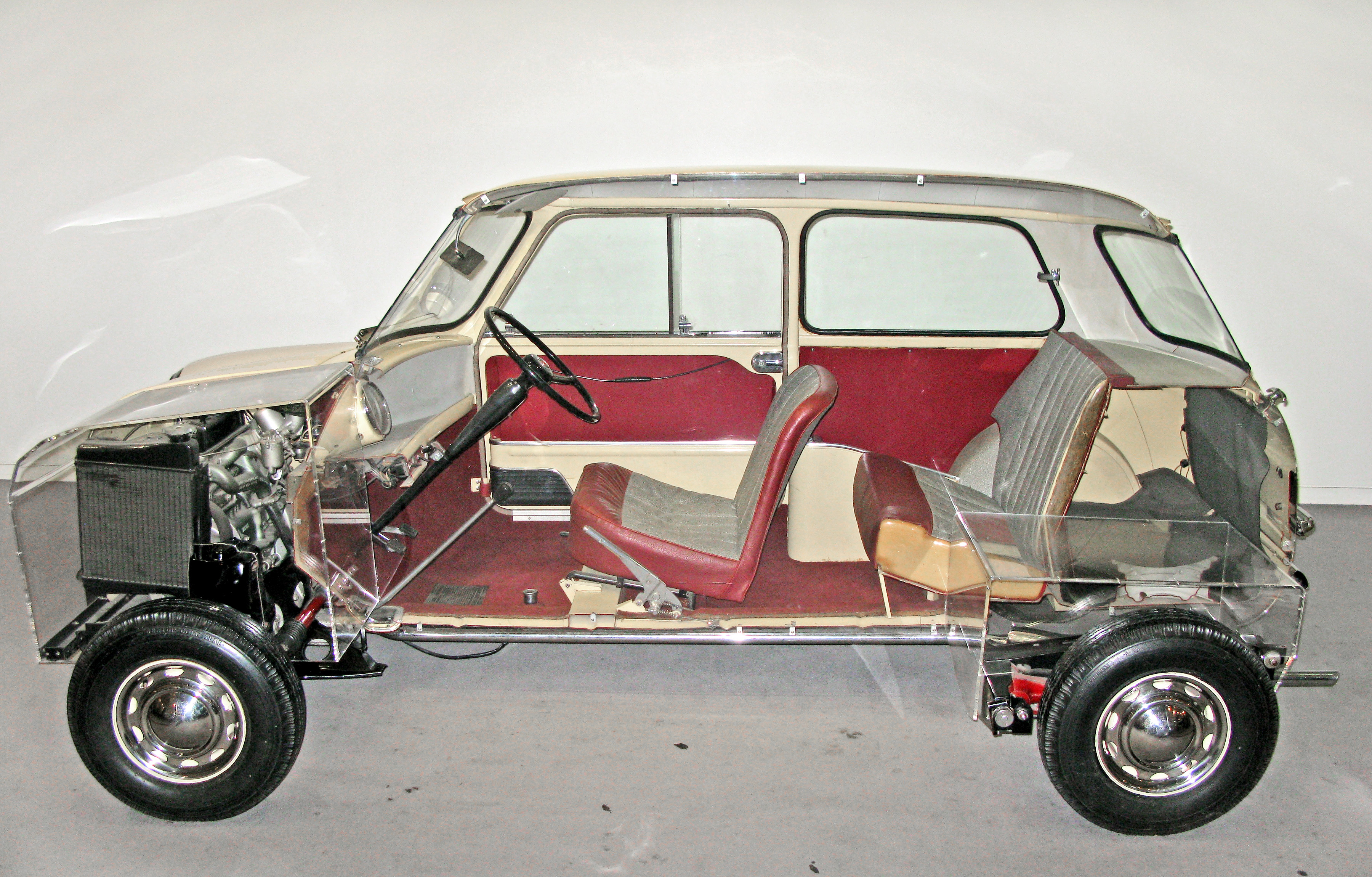
ADO15 disposición mecánica y suspensión (sección transversal de un Mini)

La suspensión hidroelástica es un tipo de suspensión utilizado en muchos automóviles del grupo británico British Motor Corporation (BMC) y sus compañías sucesoras.
El sistema fue ideado en varias etapas por el ingeniero Alex Moulton, especializado en el desarrollo de suspensiones que utilizaban resortes de goma junto con un compacto sistema hidráulico que actuaba como amortiguador, en un tipo de suspensión especialmente liviano y compacto.

## Orígenes; la suspensión de goma elástica Moulton
El ingeniero Alex Moulton, había trabajado en la empresa familiar George Spencer Moulton & Co. Ltd, especializándose en el desarrollo de sistemas de suspensión de goma para material ferroviario. Tras la adquisición de la empresa por la Avon Rubber Company, Moulton funda su propia compañía Moulton Developments Limited, para diseñar el sistema de suspensión del inusual vehículo que su amigo, el también ingeniero Sir Alec Issigonis está desarrollando para la British Motor Corporation.
El proyecto BMC ADO15 del que nacería el Austin Se7en/Morris Mini-Minor se estaba construyendo sobre la revolucionaria idea de diseñar el coche desde dentro hacia fuera, creando un habitáculo capaz para cuatro adultos y luego vestirlo con una carrocería lo más compacta posible, por lo que todas las soluciones mecánicas debían ubicarse en el mínimo espacio disponible. Las ruedas en el diseño original eran de sólo 8 pulgadas lo que requería un diseño de suspensión muy compacto, para lo que el uso de conjuntos de goma e hidráulicos, capaces de sustituir tanto a resortes como a los amortiguadores resultaba ideal. 
El sistema presentado originalmente no utilizó los conjuntos hidráulico-elásticos previstos al no haber conseguido la compañía Dunlop Rubber Co. encargada de la fabricación, producirlos en plazo con el tamaño y costo especificados. En su lugar, esta primera interpretación utilizaba amortiguadores convencionales y unas compactas unidades de goma hueca como resorte —los rubber cones— comprimidas por un pistón — a menudo denominados trompetas - empujado por el brazo de suspensión. Su tamaño permitía ubicarlos en los espacios disponibles -sobre los triángulos de suspensión delanteros y sobre los brazos tirados traseros-. 
La idea de Moulton se basaba en su profundo conocimiento de las características de resistencia, resilencia e histéresis del caucho. Bajo una elevada relación de palanca, obtendida mediante el punto de fijación del pistón al brazo de suspensión, la goma puede almacenar más energía por unidad de masa que cualquier otro tipo de resorte, lográndose una resistencia variable en función de la presión ejercida, una alta resiliencia o capacidad de recuperación de la forma y volumen original y una alta tasa de histéresis o capacidad de disipación de parte de la energía absorbida al ser sometida a altas presiones, obteniéndose en el mínimo espacio un funcionamiento equiparable o superior al de un gran resorte metálico.
De este modo los conos de goma no sólo eran capaces de suspender la carrocería del Mini sino de amortiguar gran parte de las vibraciones de baja y alta frecuencia producidas por las oscilaciones de la carrocería, lo que permitía utilizar amortiguadores con parte de su carrera libre de trabajo, que actuaban cuando la carga llegaba a un cierto nivel.
El sistema, conocido por los aficionados como "dry" -seco- se utilizó en los Mini mk1 hasta 1964 con excelentes resultados a efectos de estabilidad, si bien el confort de estos mini es un tanto precario con un tacto similar al de los vehículos de go-kart sin suspensión. Tras la aparición del ADO16 se adaptó al Mini el sistema hidroelástico interconectado "wet" -húmedo- que aumentaba exponencialmente el confort, dejando de montarse por razón de costo en los Mini mk3 y posteriores desde 1969 (1971 en los Cooper).
Un sistema similar basado de compresión de compactas unidades de goma mediante elevadas relaciones de palanca se utiliza en las Bicicletas Moulton, en este tipo de bicicletas las ruedas son de pequeño tamaño y están infladas a alta presión, por lo que toda la amortiguación la proporcionan las unidades de goma.
Vehículos equipados con suspensión de goma Moulton
- ADO15 "Mini Mk1" Austin 850, Austin Mini, Austin se7en, Austin Panther, Authi Mini,  Innocenti Mini ADO15 MK2, Morris 850, Morris Mini, Riley Elf, Wolseley Hornet. Hasta 1964,
- Mini Moke
- ADO20 "Mini Mk3 y posteriores" desde 1969 Mini 850, Mini 1000, Inoccenti 90, Innocenti 120, Innocenti De Tomaso, Leyland Mini, Mini Clubman, Mini 1275GT, Austin Mini, Rover Mini.
- ADO50 "Mini Cooper Mk3 y posteriores" hasta 1964 y desde 1971

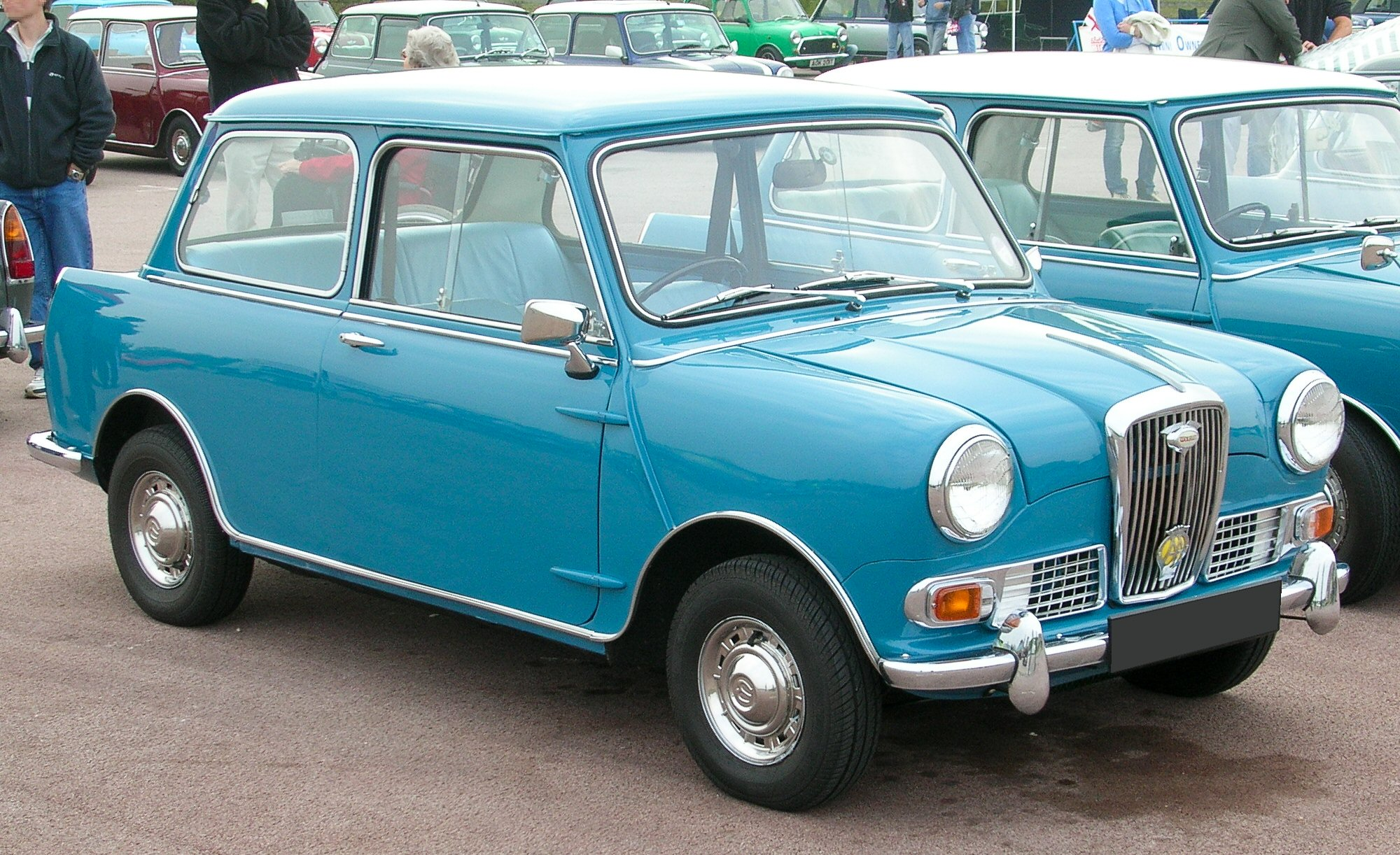
Wolseley Hornet 1963
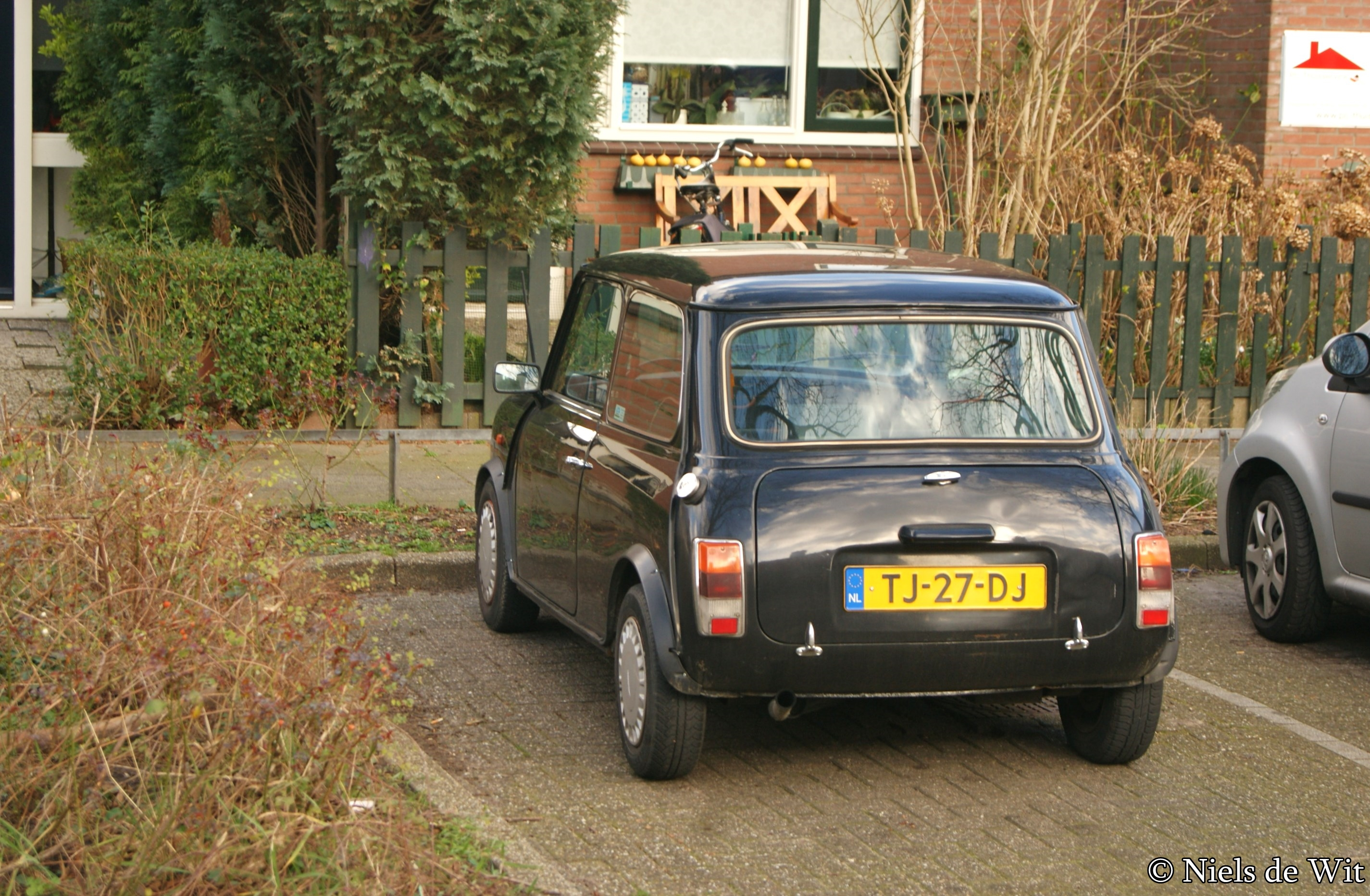
1988 Mini 1000 E ADO20
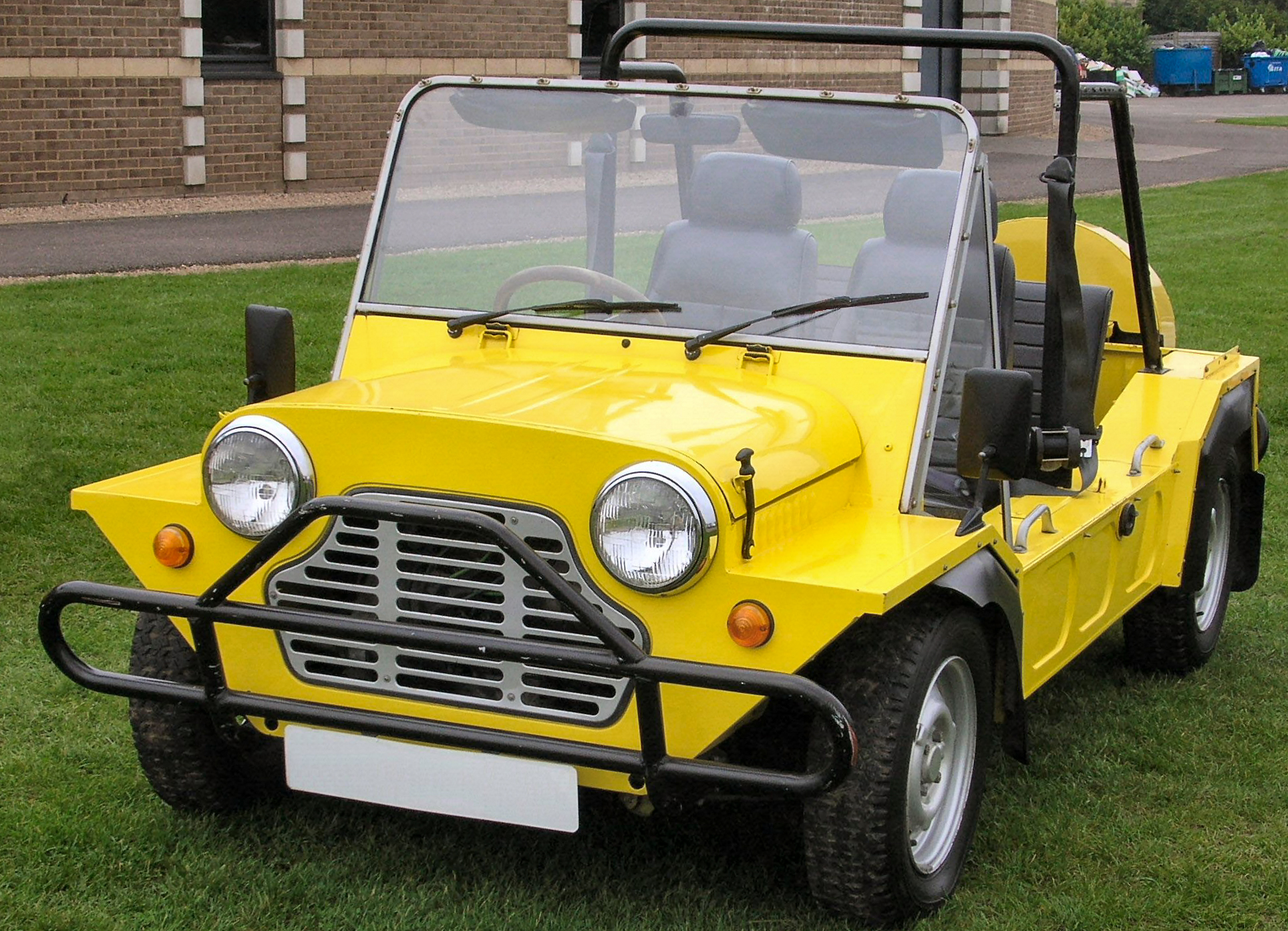
1984 Mini-Moke

## Suspensión Hydrolastic
Tras el éxito del ADO15, Alec Issigonis continúa el desarrollo de una interpretación a mayor escala del mismo concepto bajo la denominación interna de ADO16 (Amalgamated Drawing Office project number 16). El nuevo modelo de mayor tamaño aprovechará las innovaciones del Mini; tracción delantera con motor transversal, caja de cambios en el cárter y un sistema compacto de suspensión desarrollado en colaboración con Moulton Developments Limited y producido por Dunlop Rubber Co.

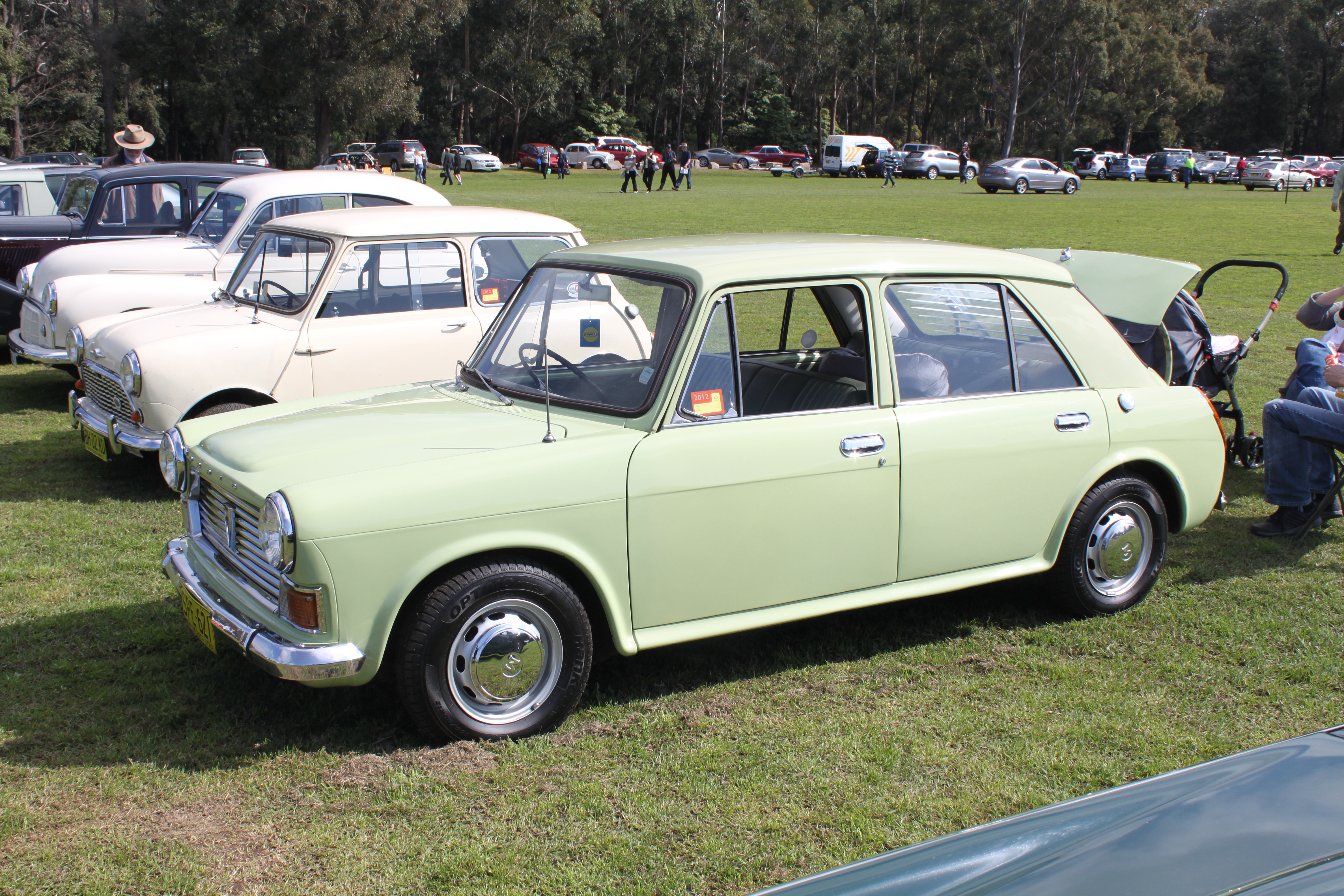
Morris 1300 ADO16, detrás un ADO15.

El ADO16 incorporaba por fin la suspensión interconectada  diseñada para el ADO15. El diseño estaba fuertemente influenciado por los sistemas de suspensión Citroën, en los que sin embargo Moulton echaba en falta la simplicidad constructiva y de mantenimiento necesarios para una producción masiva. A diferencia de la suspensión hidroneumática de Citroën, la suspensión hydrolastic es un sistema totalmente pasivo, que utiliza el propio peso del coche para presurizar los circuitos, sin necesidad de bomba, depósito, acumuladores ni circuito de retorno. Su mayor diferencia con el sistema hidroneumático sin embargo es el tipo de interconexión, pues en lugar de conectar las dos ruedas de un mismo eje en la suspensión hidrolástica se conectan las ruedas de un mismo lado, por lo que tampoco necesita barras estabilizadoras. Su funcionamiento se basa en el principio de incompresibilidad de los líquidos para controlar la inercia de la carrocería, consiguiendo de modo natural aumentar la rigidez de la amortiguación en curvas y que las ruedas de un mismo lado actúen al unísono, mejorando la frecuencia de cabeceo -pitch- como en las suspensiones conectadas mecánicamente al estilo del Citroën 2CV, en las que BMC llevaba trabajando desde 1935.
La base del sistema hidro-elástico consiste en la separación de las funciones de amortiguación, realizada mediante el desplazamiento de presión hidráulica entre las unidades de las ruedas de un mismo lado, de la función de suspensión consistente en la compresión de elementos goma elástica a través del fluido hidráulico. En el diseño original se utilizaba una cámara común situada entre los asientos delanteros, donde un bloque de goma era comprimido por el fluido procedente de cuatro unidades hidráulicas interconectadas mediante un circuito común. La versión de producción integró las funciones de suspensión y amortiguación en unas unidades compactas denominadas displacers, -popularmente conocidos como "botellas"- conectadas por pares.
Los desplazadores son conjuntos metálicos fijados al chasis del coche. Están divididos internamente en una cámara inferior de forma cónica separada mediante una válvula de goma del cuerpo, o cámara superior del desplazador, que está recubierto internamente de una estructura anular de goma natural alta resiliencia. En la base de la cámara inferior se sitúa el diafragma, realizado en un compuesto de butilo reforzado con nylon, donde apoya un cono metálico situado en el extremo de un pistón conectado con el brazo de la suspensión. El sistema trabaja con una elevada relación de palanca, de modo que el recorrido completo de la suspensión se traduce un recorrido mucho menor del pistón, evitando la fatiga de los materiales elásticos del diafragma. El empuje del cono producirá una deformación del diafragma, que en función del tarado de la válvula, desplazará parte del fluido contenido en la cámara al cuerpo del desplazador donde la estructura de goma es comprimida directamente por el fluido, tanto axial como tranversalmente, lo que le confiere resistencia variable como en el caso de las suspensión de goma del ADO15. En la parte superior del cuerpo de cada desplazador una manguera lo conecta con su homólogo del mismo lado mediante un circuito totalmente independiente. Cada uno de los circuitos hidráulicos está precargado -es decir, se presuriza a aprox 30 bar con el coche en vacío, de modo que el peso del coche es soportado por los elementos de goma a través del fluido-.  El fluido hidráulico es básicamente agua con anticongelante y antioxidante. El ADO15 con suspensión hydrolastic montaba en el tren trasero un resorte de tensión adicional.
Cuando una rueda encuentra una irregularidad en la carretera, el cono empujará el diafragma. El fluido desplazado por el diafragma producirá, en función del tarado de la válvula, una transferencia al circuito donde el aumento de presión comprimirá la goma absorbiendo el bache, y si la presión supera el tarado de la válvula del otro desplazador pasará fluido a la cámara que deformará el diafragma elevando la carrocería. Sin embargo cuando la fuerza centrífuga inclina la carrocería, se comprimirán los diafragmas de los dos desplazadores interconectados de un mismo lado, por lo que apenas habrá transferencia de líquido. Como resultado, la amortiguación permanecerá rígida pero la presión del fluido incompresible aumentará, comprimiendo las estructuras de goma anular de los desplazadores que actúan como resorte, permitiendo sólo una determinada inclinación de la carrocería sin necesidad de barras estabilizadoras. Similar situación se produce al cargar el vehículo, puesto que los cuatro diafragmas son comprimidos y apenas hay transferencia de líquido, siendo el peso absorbido por los resortes de goma. Las ruedas situadas en las esquinas de los ADO 15, 16, 17 y 14 contribuían a repartir la carga del vehículo entre las cuatro ruedas de forma natural. 
El sistema totalmente pasivo actuaba de modo comparable al sistema hidroneumático del Citroën DS por una fracción de su precio, con la ventaja añadida del control de la inclinación de la carrocería que Citroën no incorporaría hasta la aparición del sistema activa treinta años después. Respecto de la suspensión hidroneumática de Citroën la mayor diferencia estaba en el esquema de interconexión hidráulica de las ruedas, de un mismo lado en la suspensión hidroelástica y de un mismo eje en el caso de la hidroneumática. La interconexión de las ruedas de un mismo tren provoca que el fluido contenido en la esfera donde se está produciendo el apoyo se drene hacia la esfera de la rueda interior, provocando en virtud del principio de Pascal que la presión sobre ambas ruedas sea la misma a costa de permitir oscilar la carrocería, haciendo en los Citroën imprescindible el uso de barras estabilizadoras, innecesarias en el caso de los BMC.
A cambio, el mayor inconveniente de interconectar las ruedas de un mismo lado derivaba de las fuerzas resultantes en aceleración, frenado o ante una carga muy desigual (caso del uso de motores longitudinales o carga en el maletero de vehículos de tres volúmenes). En estos casos la transferencia de líquido producía efectos indeseados, por lo que se desarrollaron versiones con un sistema independiente de nivelación automática del tren trasero para el Austin 3-Litre ADO61 y los prototipos de Rolls-Royce y Bentley con suspensión hydrolastic . 
Vehículos eqipados con suspensión hydrolastic
- ADO16 Morris / Austin / Wolseley / MG 1100 / 1300, Riley Kestrel / 1300 & Vanden Plas Princess 1100 / 1300
- ADO16 Innocenti IM3 / IM3S / I4 / I5 (IT)
- ADO16 Austin Apache / Victoria (ES/NZ)
- ADO16 Morris 1500 / Nomad (AU/NZ)
- ADO15 "Mini": Austin 850/1000/Mini, Morris 850/1000/Mini, Wolseley Hornet y Riley Elf (de 1964 a 1978)
- ADO50 Mini Cooper (de 1964 a 1971)
- ADO17 "Landcrab": Austin 1800 y 2200, Morris 1800 y 2200 y Wolseley 18/85 /Six /BMC Freeway
- ADO17 Austin / Morris Kimberley / Tasman (AU/NZ)
- ADO14 Austin Maxi (hasta marzo de 1978 en donde empezó a utilizar los conjuntos hydragas del Austin Princess)
- ADO61 Austin 3-Litre
- Huffaker Indianapolis cars 1964-1969 "MG Liquid Suspension Special"

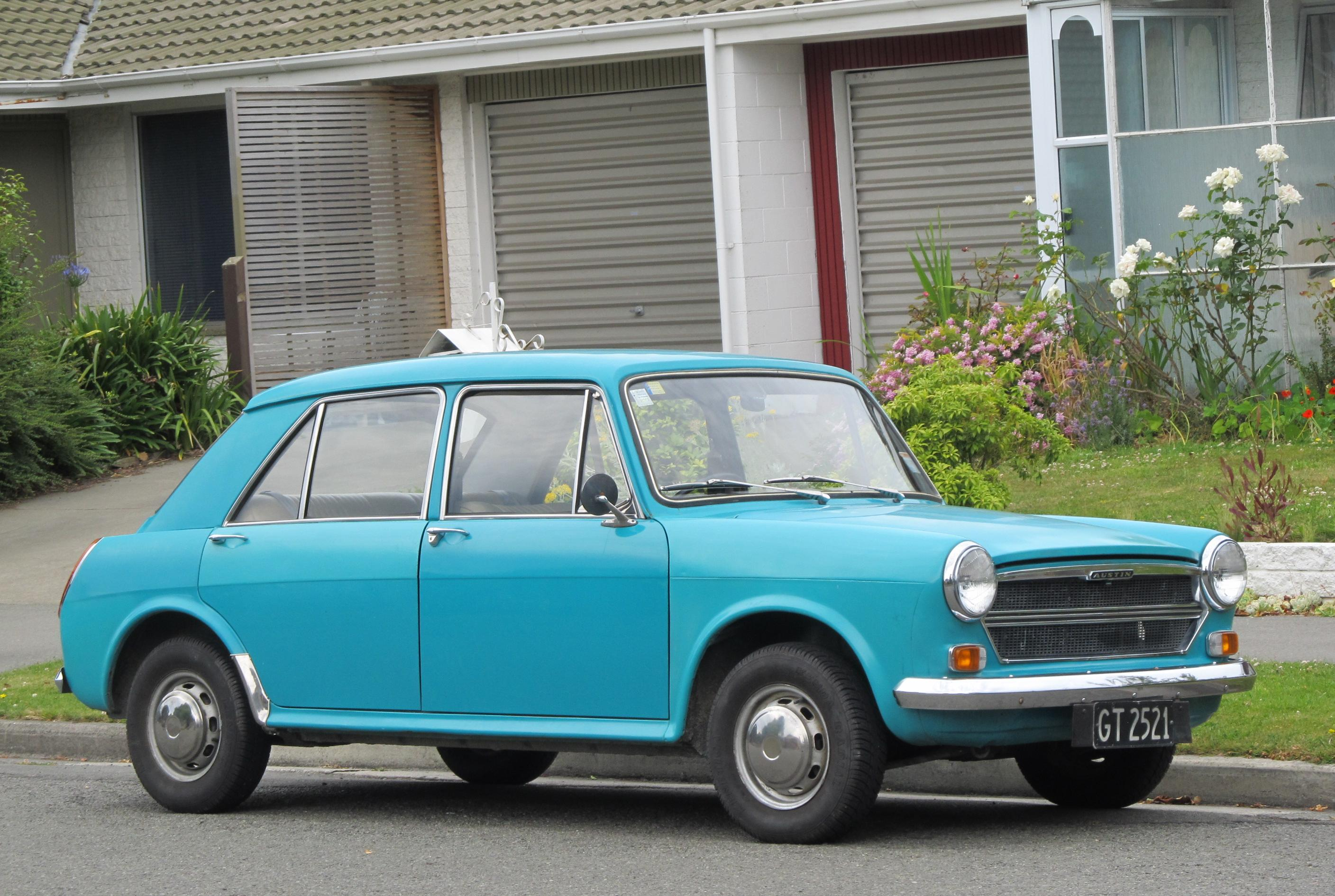
1975 Austin 1100 ADO16 Australia
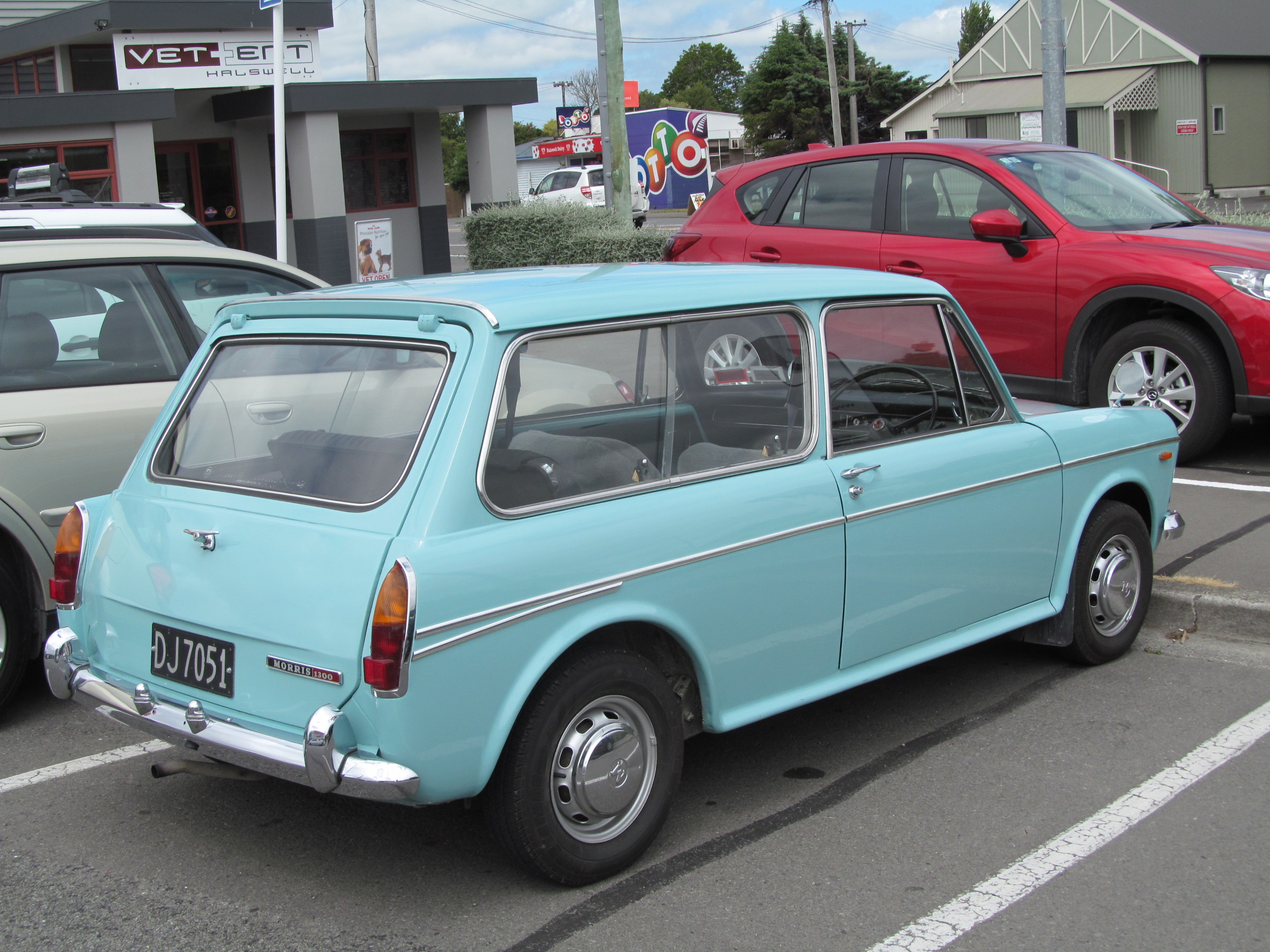
1971 Morris 1300 Traveller ADO16
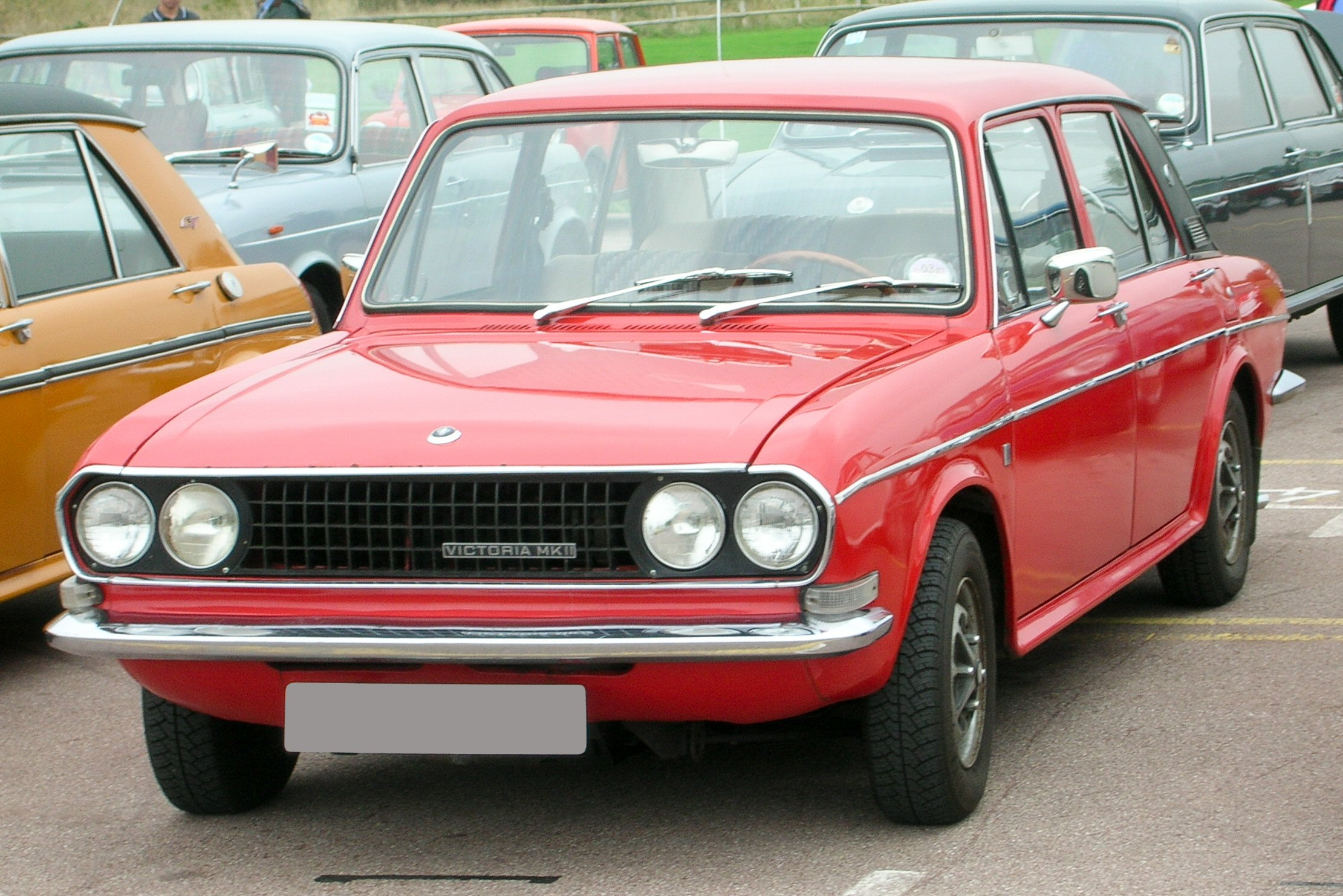
Austin Victoria MKII De Luxe 1973 ADO16
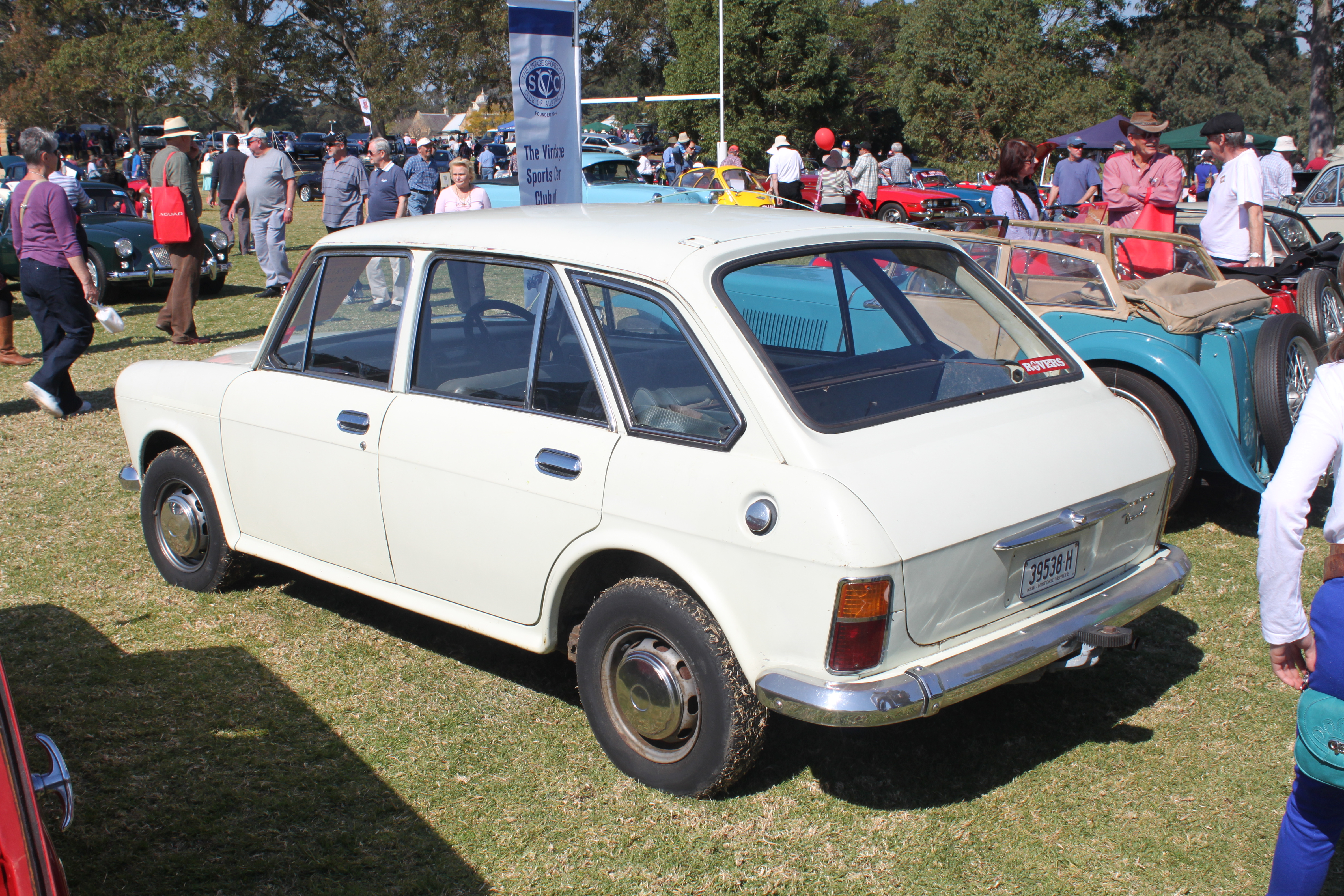
Morris 1500 Nomad ADO16
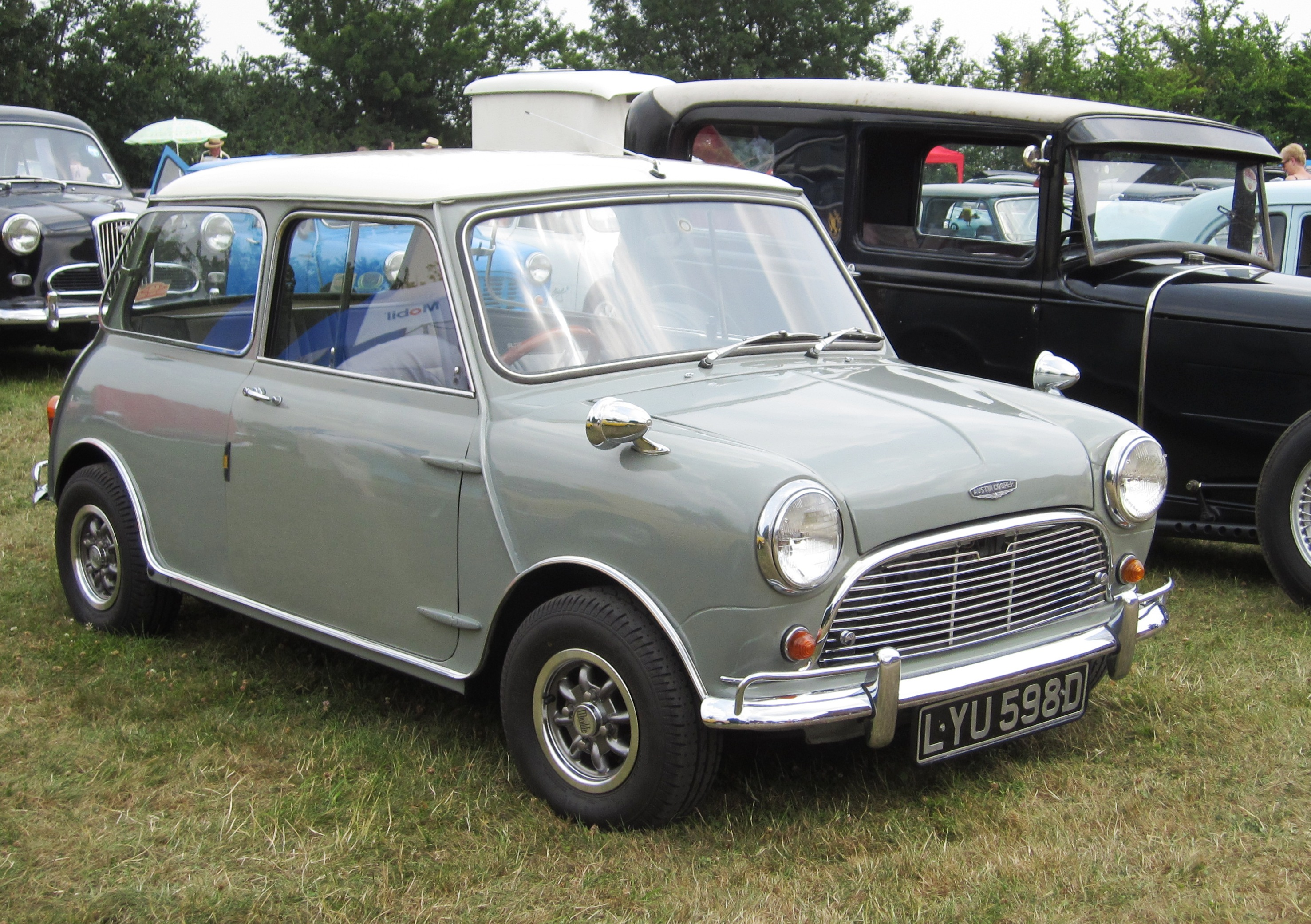
Austin Cooper S 1966 ADO15
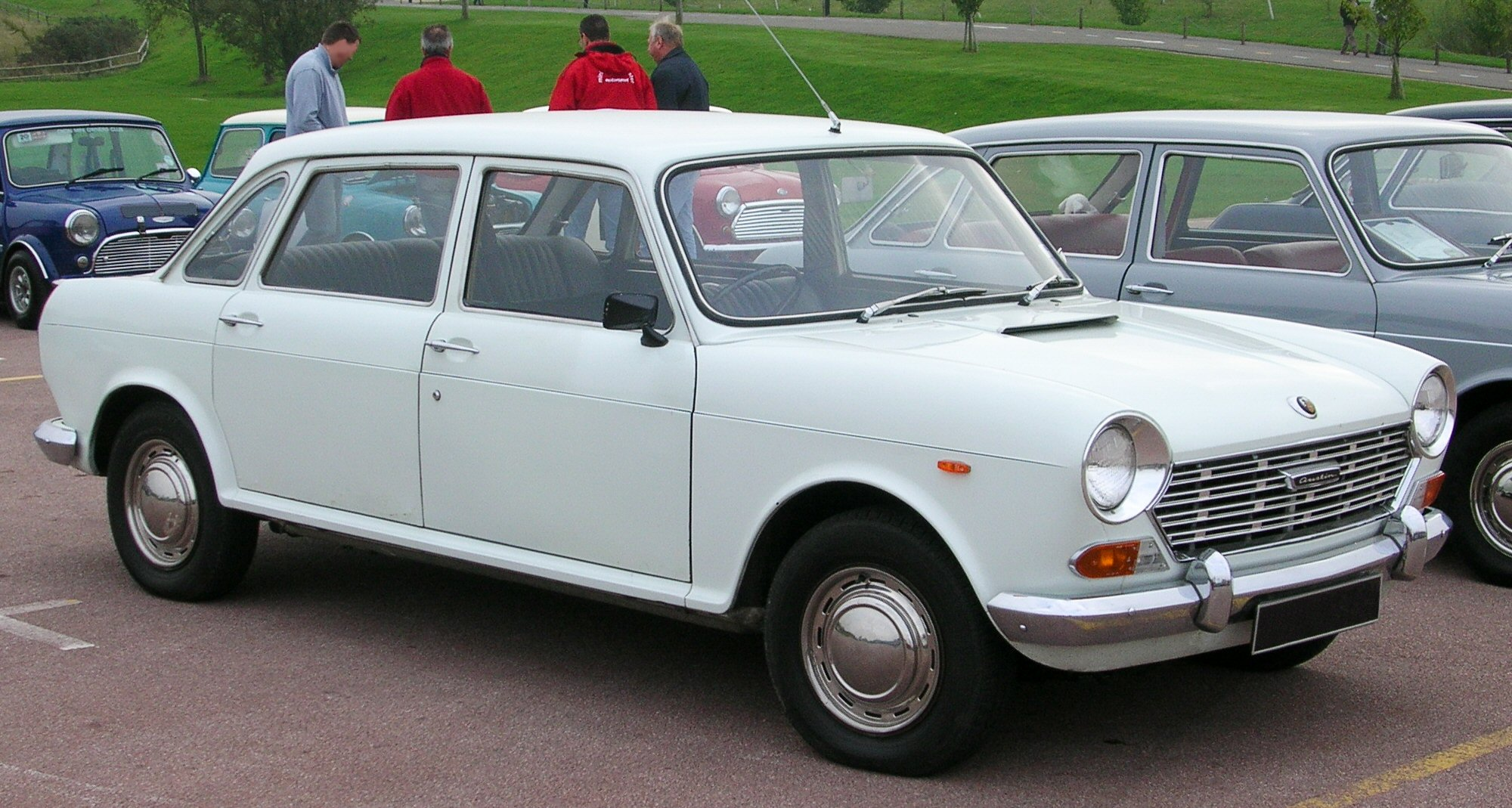
Austin 1800 "landcrab" Automatic 1969 ADO17
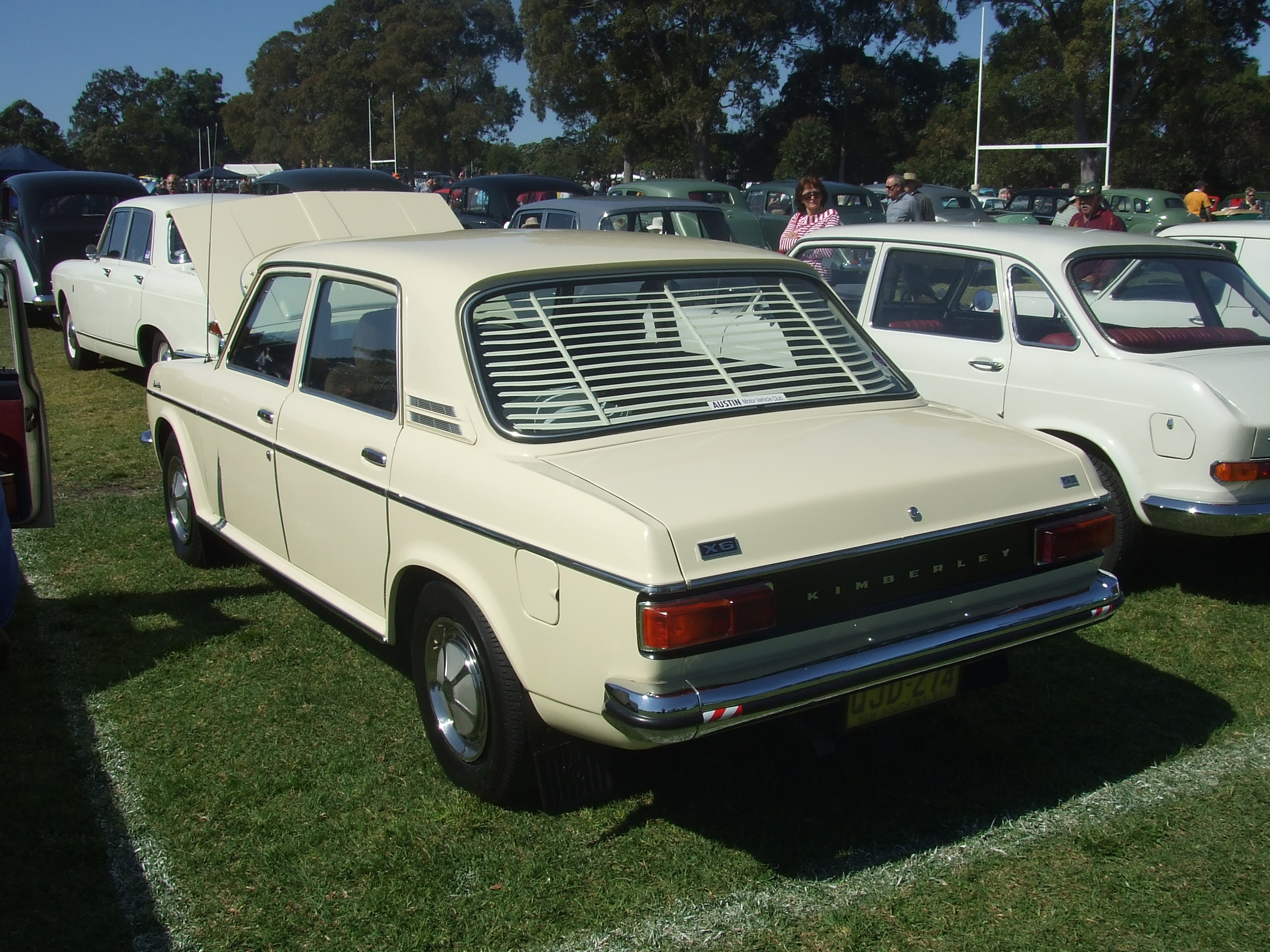
Austin Kimberley ADO17
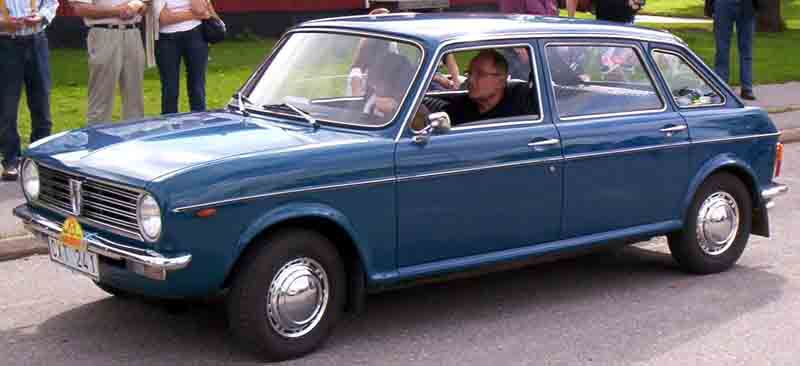
Austin Maxi 1750 1973 ADO14
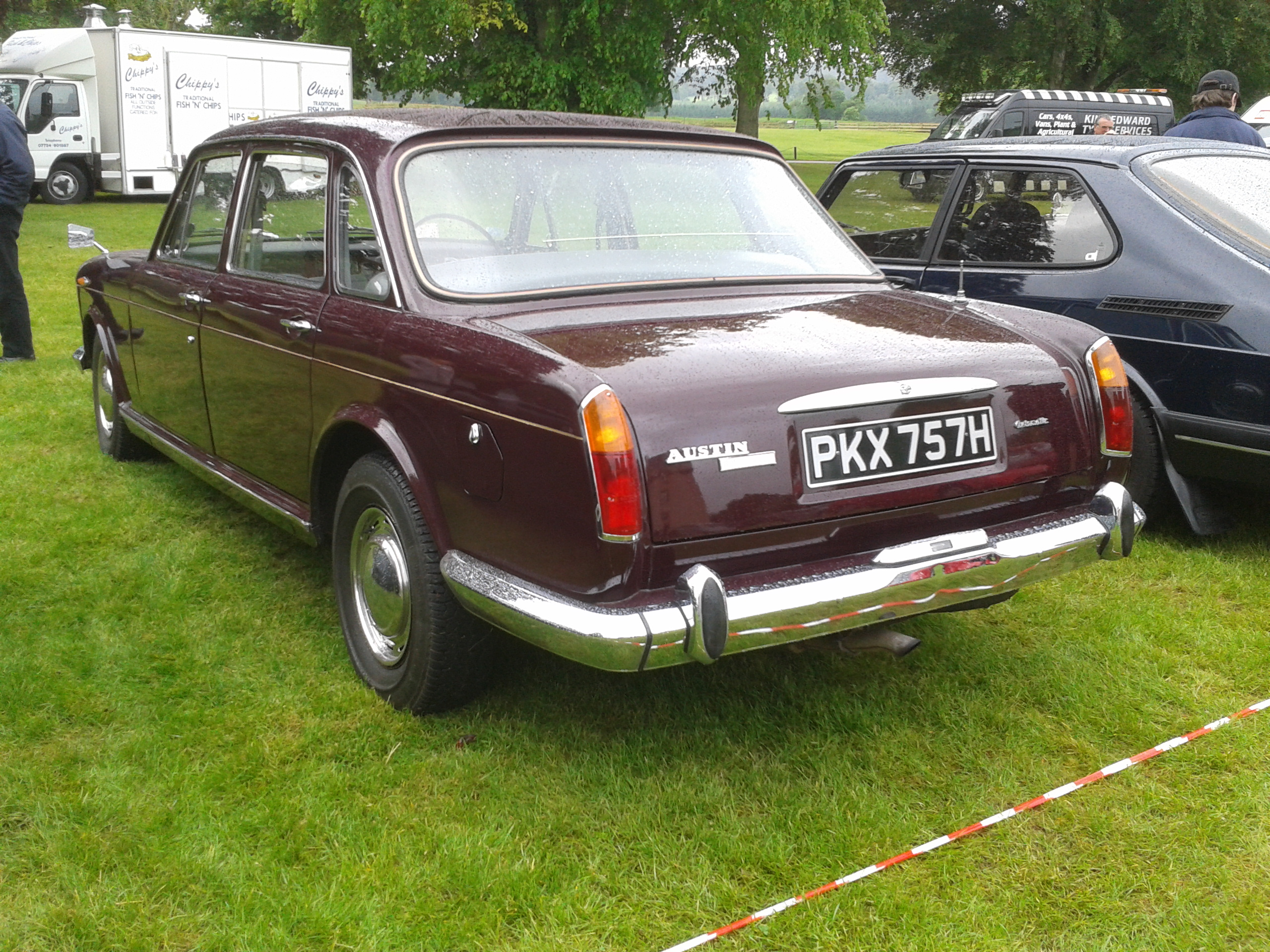
1970 Austin 3 litre automatic

## Suspensión Hydragas

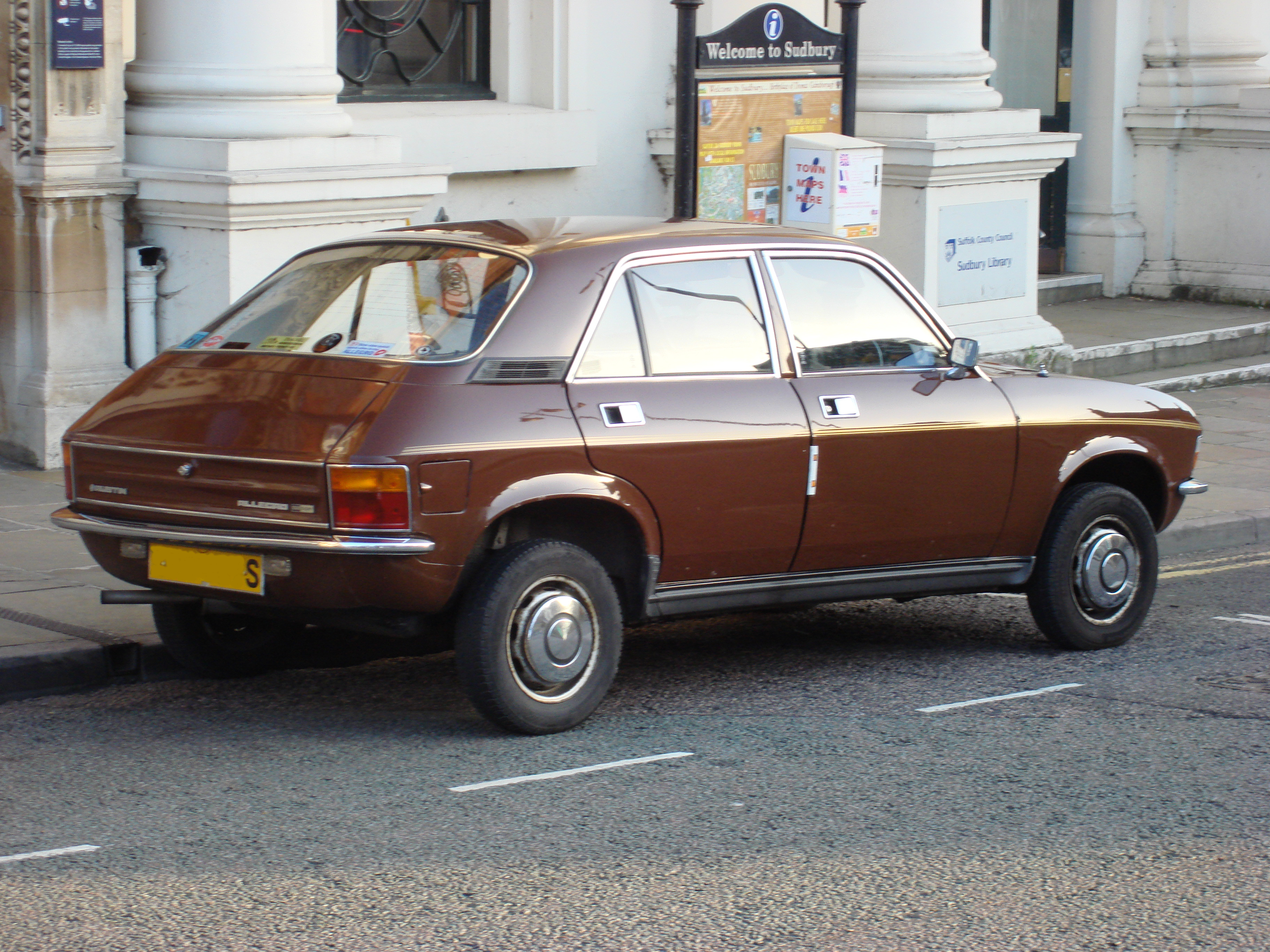
Austin Allegro, modelo con el que debutó la suspensión hydragas

La última evolución del sistema hidroelástico  apareció por primera vez en 1973 con el lanzamiento del Austin Allegro. El sistema se denominó "Hydragas" en referencia a la sustitución de la goma elástica como resorte por nitrógeno, el mismo gas que utilizababa Citroën en las esferas de su suspensión hidroneumática. Sin embargo, aunque ambas marcas se basaban en el paso de un fluido a través de una válvula como amortiguador, BMC utilizaba agua con aditivos mientras el fabricante galo utiliza fluidos de base oleosa (LHS, LHS2, LHM, LDS), por lo que etimológicamente la definición correcta del sistema de BMC sería hidroneumático en contraposición al sistema oleoneumático de Citroën usado en la literatura más antigua.
El interés de utilizar un gas como resorte es fácil de enteder atendiendo a sus características físicas. A diferencia de los líquidos los gases son compresibles, de hecho el nitrógeno es seis veces más flexible que el acero convencional. El nitrógeno es además un gas abundante y barato, que a diferencia del aire no se expande excesivamente con la temperatura y que previene de la oxidación las partes metálicas.
El sistema hydragas aunque muy similar a su antecesor sitúa las mangueras de interconexión en la cámara inferior, lo que permite a los displacers funcionar sin interconexión a cambio de perder la capacidad de control del cabeceo, como se hizo en el Austin Metro. Por lo demás el sistema es semejante al sistema hidroelástico; el cono empuja el diafragma en la base de la cámara inferior que contiene el líquido hidráulico, el aumento de la presión en la cámara -o en su caso en las dos cámaras interconectadas- forzará el paso del líquido a través de la válvula que hace las veces de amortiguador. Separada por la válvula hay una segunda cámara que contiene el gas presurizado tras una membrana de goma llamada "diafragma de separación", cuando el fluido hidráulico supera la presión del nitrógeno contenido tras la membrana (17.5 bares) comenzará a comprimirlo de modo individual en cada rueda. El gas venía sellado de por vida, aunque al igual que en las esferas de Citroën existen empresas especializadas en su recuperación.
En contra de lo que pudiera pensarse la razón para el cambio fue puramente pragmática, los conjuntos hydragas eran más baratos de producir y mantener que los hidrolásticos. El ADO17 "landcrab" debido a su tamaño necesitaba unos displacers bastante grandes ubicados transversalmente en un subchasis delantero específico. El nuevo sistema aplicado a su sucesor el ADO71 "Princess", de tamaño y peso aún mayor, no necesitaba un subchasis para montar los nuevos displacers más estrechos y altos, con lo que el sistema completo incluyendo las canalizaciones de inteconexión entre ruedas era más económico, compacto y ligero que un sistema convencional de muelles helicoidales y amortiguadores teléscopicos. 
En 1978 Dunlop deja de producir conjuntos hidrolásticos, por lo que BL pasó a emplear los desplazadores Hydragas del Austin Princess en el Austin Maxi, último BL "hidroelástico" en producción derivado del viejo "landcrab".  Este cambio supuso modificar el subchasis delantero para acomodar el nuevo sistema.
En previsión de las pérdidas de nitrógeno a través de las membranas, el sistema disponía al igual que su antecesor de unos puntos de bombeo de líquido hidráulico que podían compensar el envejecimiento de los displacers antes de cambiarlos. La altura de la carrocería se medía entre el centro de las ruedas y el punto superior del arco de las ruedas y el procedimiento requería hacer previamente el vacío para evitar la presencia de burbujas de aire. La precarga oscilaba según modelo entre 23 y 30 bares con el coche descargado y los cuatro desplazadores nuevos.
El Austin Metro de 1980 aprovechó la capacidad de funcionamiento aislado de los displacers hydrogas en una versión simplificada del sistema, ayudada en el tren delantero de unos amortiguadores telescópicos similares a los del Mini ADO15 con suspensión "seca".
Moulton siempre estuvo en contra de esta pérdida, que se manifestaba como en el Mini en una disminución del confort al no haber control del cabeceo y necesitarse un tarado de amortiguación más duro, por lo que compró un Metro para uso personal en el que llevó a cabo esta sencilla modificación, que sería introducida de serie cuando el modelo pasó a denominarse Rover 100. La suspensión del Rover 100 -incluyendo sus brazos de suspensión delanteros- fue utilizada con excelentes resultados por el MG F en ambos trenes.
Si bien los primeros Austin Allegro tuvieron problemas debidos al tarado demasiado suave de la amortiguación que hacía que flotaran sobre la suspensión e hicieran tope en frenadas, los problemas pronto se solucionaron. Cuando el sistema se aplicó en el Austin Princess de 1975 se puede decir que había alcanzado su madurez, con unos resultados excelentes en confort y comportamiento, no demasiado lejanos de los del Citroën CX y su suspensión hidroneumática.
Vehículos equipados con suspensión hydragas
- ADO67 Austin Allegro & Vanden Plas 1500 / 1750
- ADO67 Inocentti Regent
- ADO71 Leyland Princess:Austin 1800/Austin 2200/Morris 1800/Morris 2200/Wolseley 18-22/Wolseley Six
- ADO71 Austin Ambassador
- ADO14 Austin Maxi (a partir de marzo de 1978)
- ADO88 / LC8 Austin / MG Metro (sin interconexión)
- Rover 100
- MGF

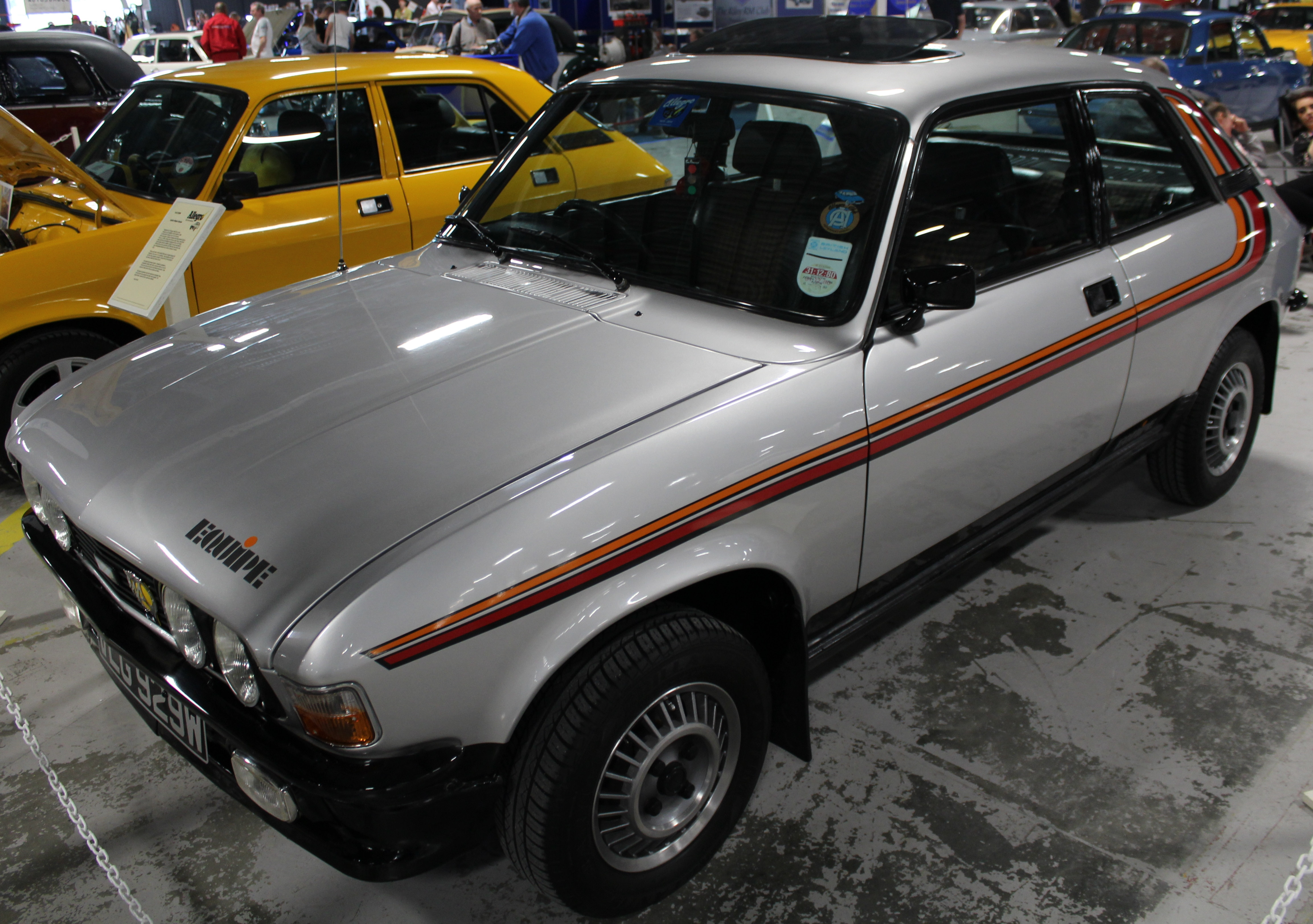
Austin Allegro Equipe
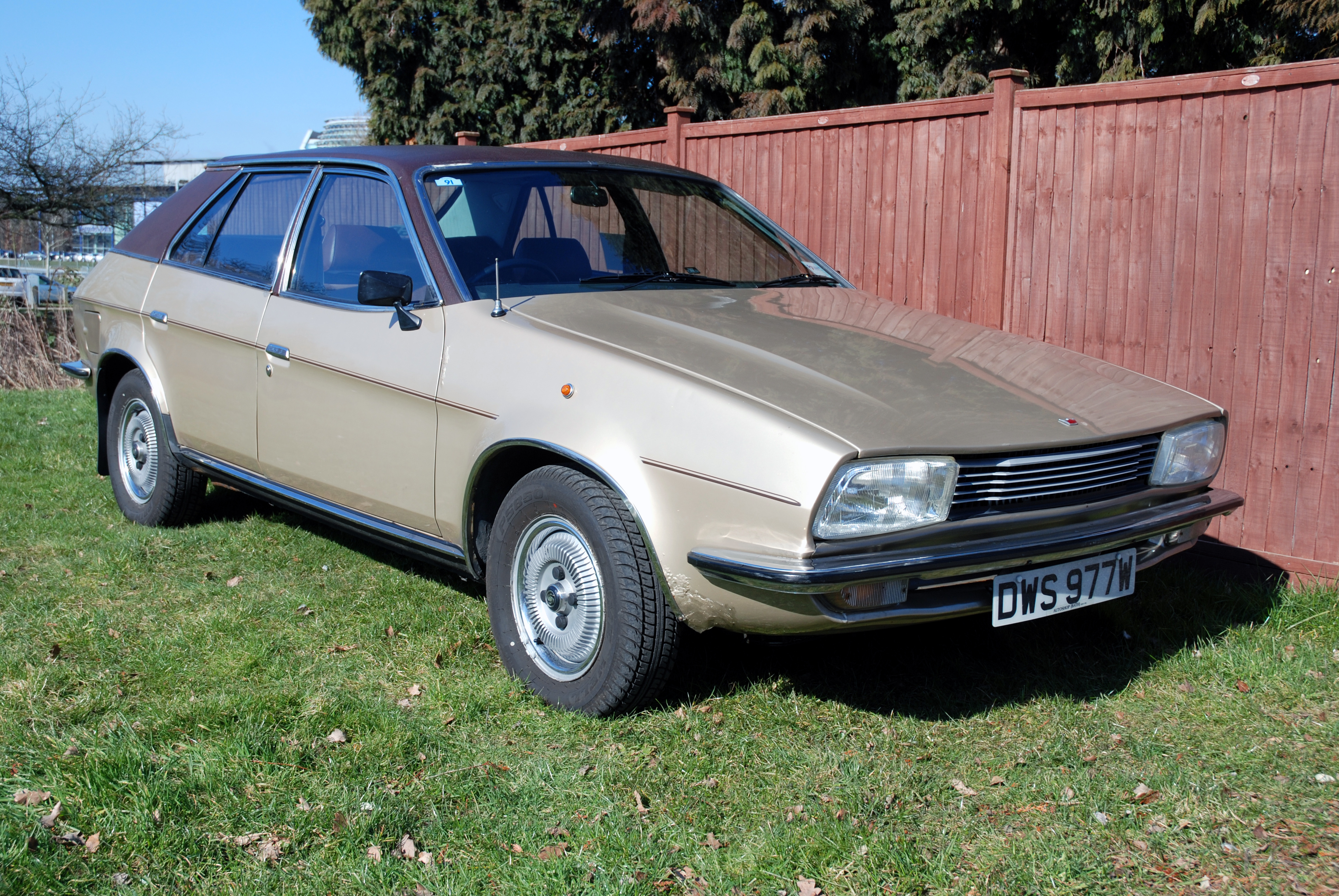
Austin 1800-2200 Princess
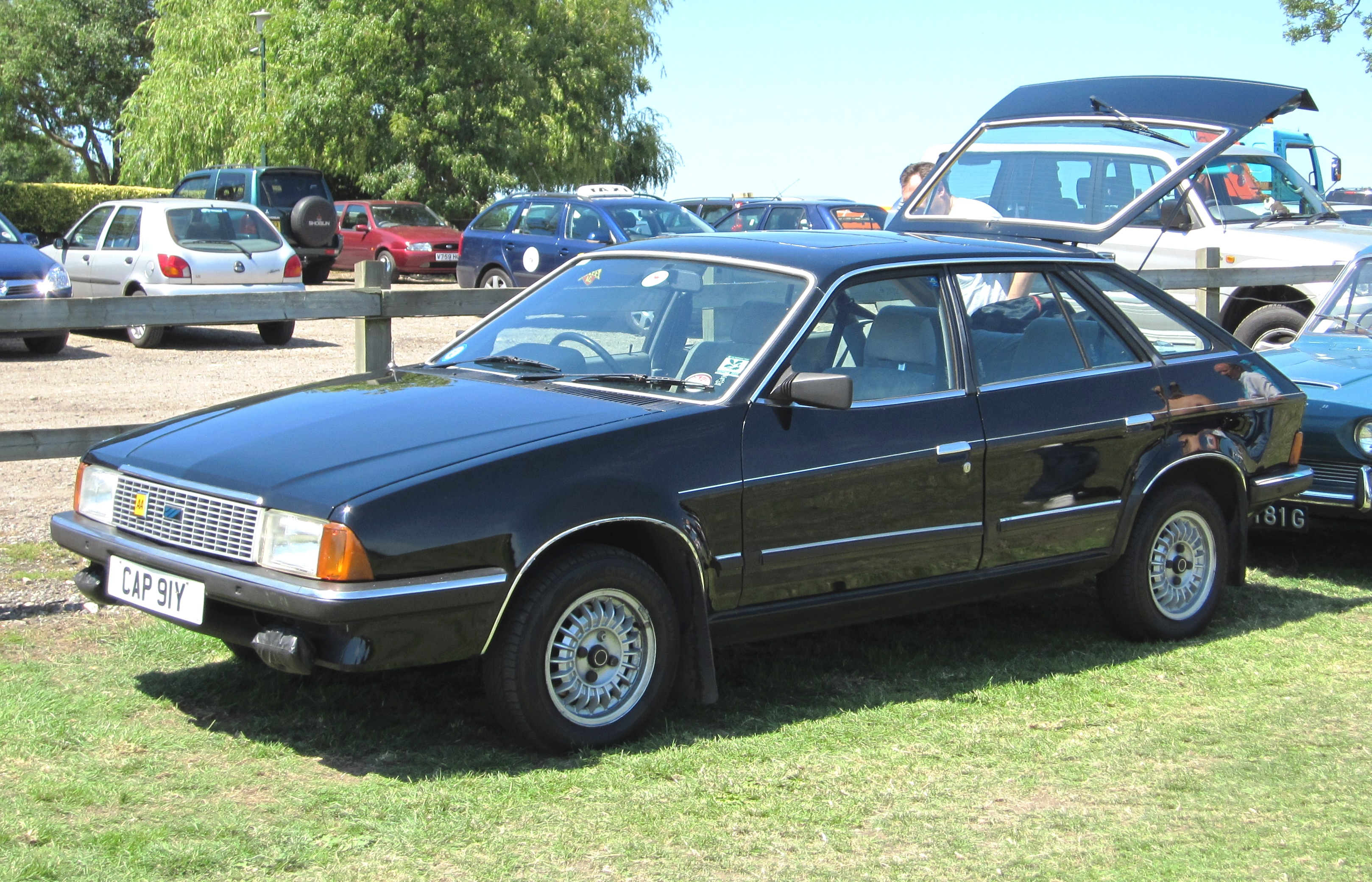
Austin Ambassador
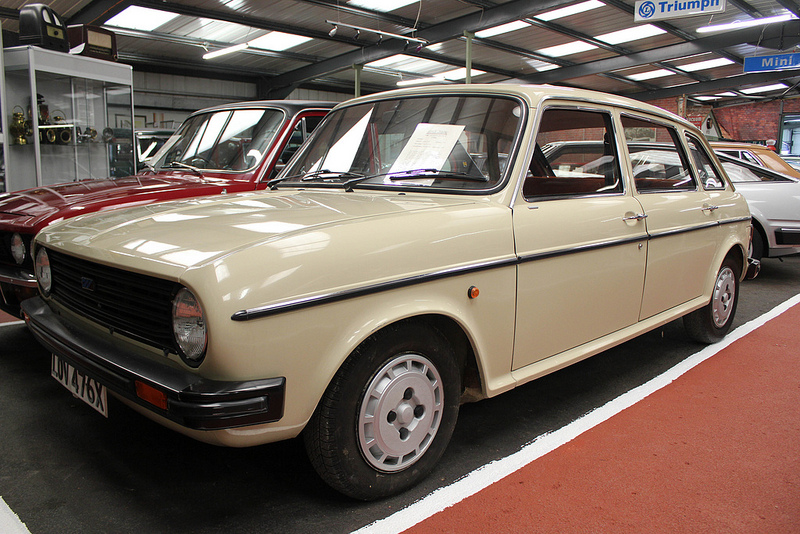
Austin Maxi
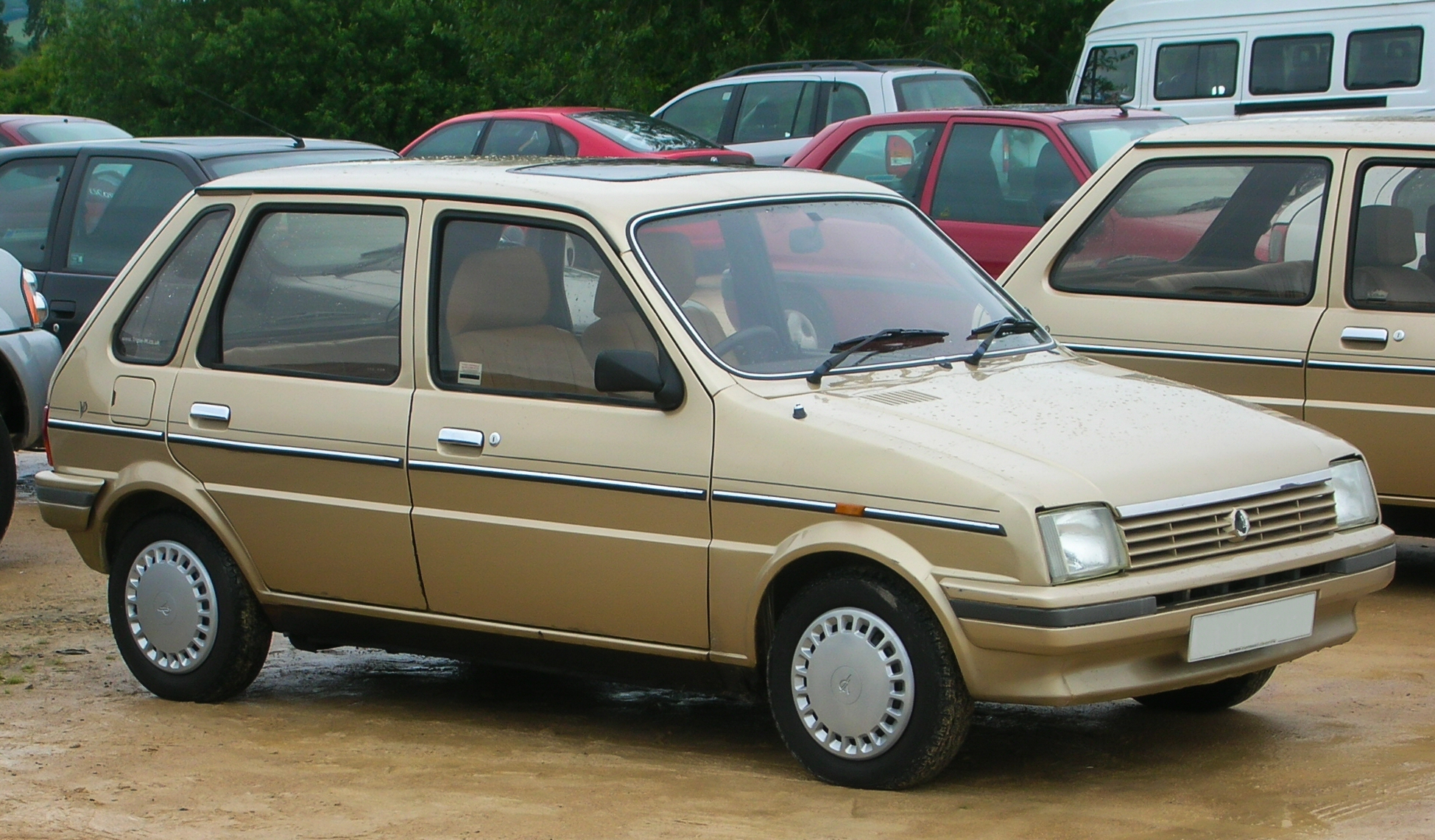
Austin Metro Vanden Plas Automatic 1985
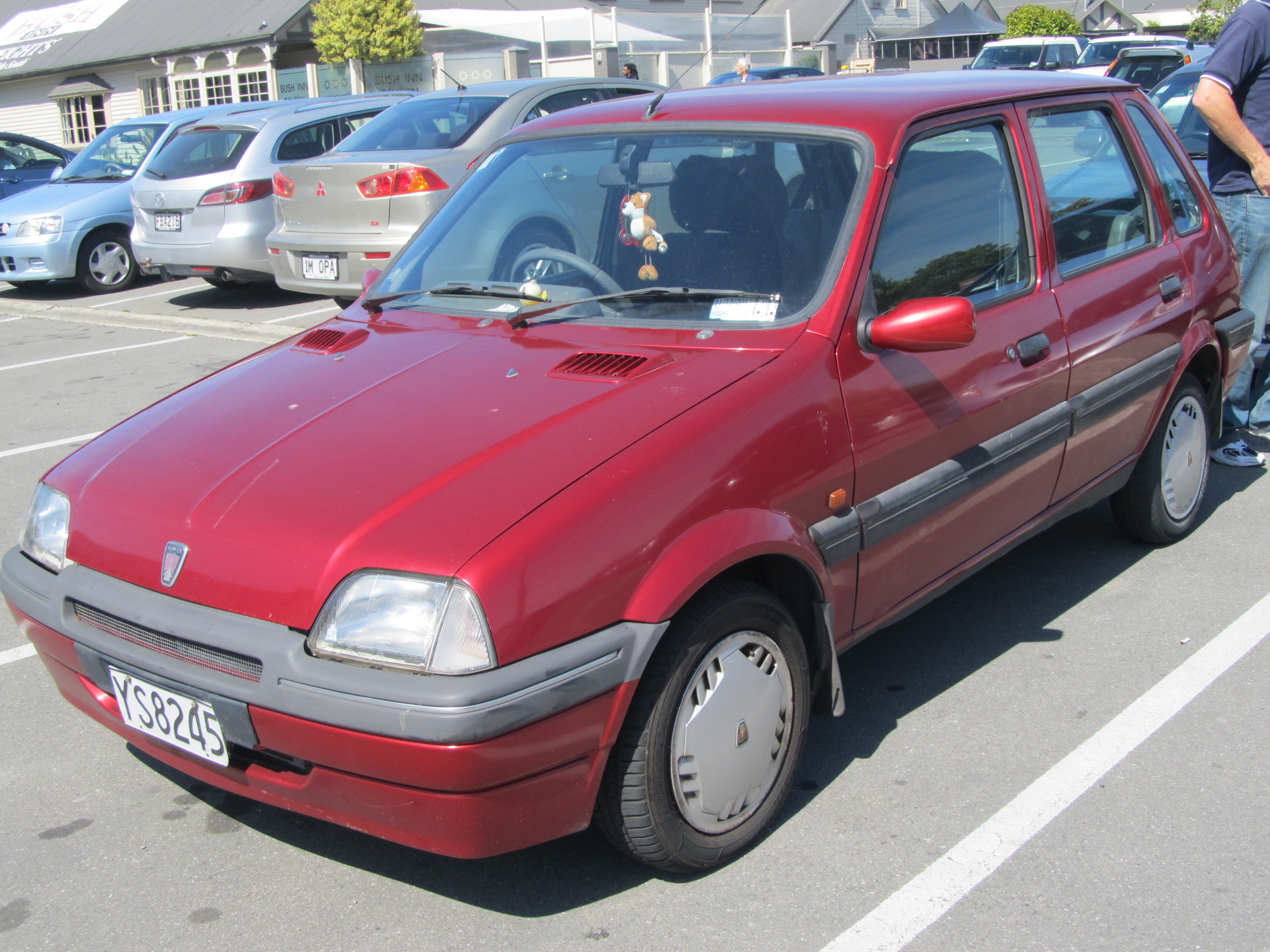
1994 Rover 114 GS
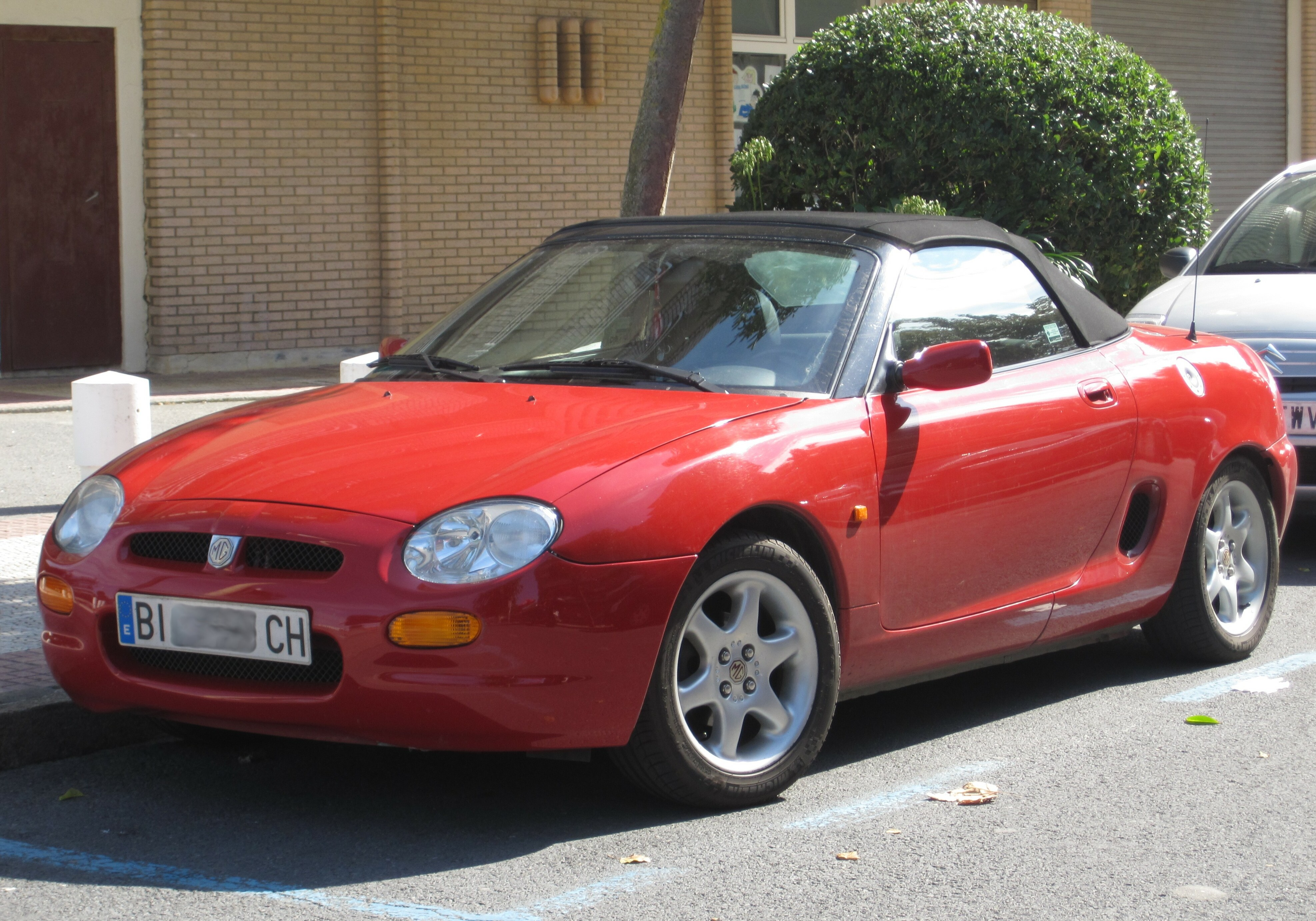
1998 MG F

## Cese de producción y disponibilidad de repuestos
A mediados de los años 1970, el proyecto LC10 del que nacerían los LM10 -Austin Maestro- y LM11-Austin Montego- pone fin al desarrollo de las suspensiones Moulton. 
La nueva dirección de British Leyland, espoleada por la presencia de las multinacionales americanas en territorio británico, decide racionalizar el esquema de marcas y disposiciones mecánicas para la próxima década mediante un proyecto que sustituiría a los Austin Allegro, Austin Maxi y Austin Princess, junto con el Morris Marina y el Triumph Dolomite.
Para competir el igualdad de condiciones, la futura gama abandonará la venerable disposición Issigonis-Moulton de origen BMC, en favor del esquema de transmisión y suspensión que se perfilaba como el nuevo estándar de la industria: disposición Giacosa y suspensión McPherson/eje torsional, similar a la del exitoso Volkswagen Golf MK1. Sólo el nuevo Austin Metro muy condicionado por la herencia del ADO15 mantuvo una versión simplificada de la suspensión hydragas, posteriormente mejorada en los Rover 100 y MG F. 
En la actualidad el mantenimiento de vehículos con estos sistemas de suspensión es complicado por la falta de repuestos. Dunlop dejó de fabricar desplazadores hydrolastic en 1978, situación que se repitió en 2002 con la desaparición de los desplazadores hydragas y con los rubber cones para los Mini. 
Tanto los desplazadores hydrolastic como los hydragas son comunes entre los trenes delantero y trasero de cada modelo que los utilizó, variando únicamente la longitud del pistón y la superficie del cono que comprime el diafragma. Existieron no obstante desplazadores hydrolastic especiales tarados más duros que los estándar para las versiones automáticas del ADO16 y para las versiones cooper del ADO15 diferenciados por un código de colores. Tanto la goma sintética empleada en los diafragmas y válvulas como la natural del bloque amortiguador hydrolastic han demostrado una vida útil por encima de las expectativas, pero al tratarse de conjuntos indesmontables su renovación total es costosa. Debe llevarse a cabo por una empresa especializada mediante un proceso de soldadura bajo agua para la sustitución/vulcanización de las partes defectuosas con un coste próximo a los 500 $ por unidad. Un trabajo de renovación menor es la sustitución de las mangueras que tienden a agrietarse debiendo modificarse el desplazador original para utilizar una canalización nueva. Los desplazadores hydragas por su parte pueden encontrarse aún nuevos para los modelos más modernos y populares -Rover 100 y MG F-, aunque existen modificaciones en previsión de su desaparición que introducen una válvula de llenado en la esfera superior para poder sustituir el nitrógeno. Los conos del ADO15 se pueden encontrar fabricados por empresas de repuestos, existiendo además opciones de conversión a suspensión de conos de los Mini con suspensión hydrolastic e incluso kits de muelles helicoidales para sustituir a los conos. 
Por último, el fluido hidráulico original es fácil de encontrar como repuesto, aunque es popular preparar la mezcla según la composición original que garantizaba una viscosidad constante y era inhibidor de la oxidación: 49% alcohol metílico, 49% agua destilada, 1% de fosfato de trietalonamina y 1% de mercaptobenzotiazol sódico.